# خاصية البناء

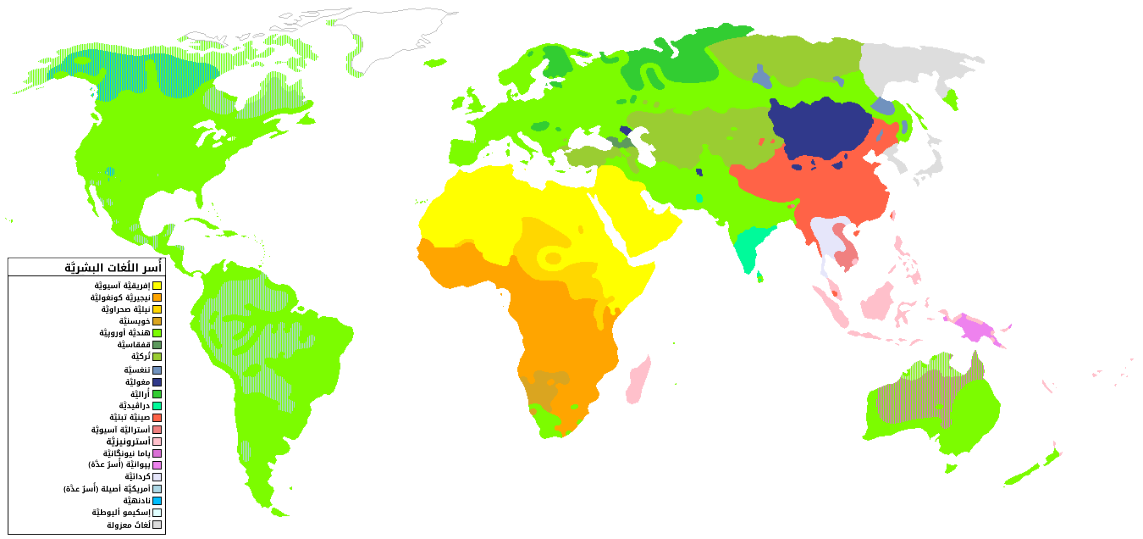

في القواعد النحوية لبنية العبارة ، مثل قواعد بنية العبارة المعممة ، وقواعد بنية العبارة التي تعتمد على الرأس والقواعد الوظيفية المعجمية ، فإن خاصية البناء هي في الأساس مجموعة من أزواج السمة والقيمة . على سبيل المثال ، قد يكون للسمة المسماة number القيمة المفردة .و قد تكون قيمة السمة إما ذرية ، على سبيل المثال الرمز المفرد أو المعقد (غالبًا ما يكون خاصية البناء ، ولكن أيضًاقد يكون قائمة أو مجموعة). 
يمكن تمثيل بنية المعالم كرسم بياني حلقي لموجه (DAG) ، مع العقد المقابلة للقيم المتغيرة وإلى مسارات أسماء المتغيرات. يتم استخدام العمليات المحددة على تراكيب السمات ، على سبيل المثال التوحيد ، بشكل مكثف في قواعد بناء الجملة. وفي معظم النظريات (على سبيل المثال HPSG ) ، يتم تعريف العمليات بشكل صارم على المعادلات التي تصف بناء المعالم وليس فوق بناء المعالم نفسها ، على الرغم من أن عادة تستخدم خواص البناء  في المعرض الغير الرسمي. 
غالبًا ما تتم كتابة هياكل الميزات على النحو التالي: 
{\displaystyle {\begin{bmatrix}{\mbox{category}}&noun\ phrase\\{\mbox{agreement}}&{\begin{bmatrix}{\mbox{number}}&singular\\{\mbox{person}}&third\end{bmatrix}}\end{bmatrix}}}
هنا توجد ميزات الفئة والاتفاق.  وتحتوي الفئة على عبارة اسمية في حين يتم الإشارة إلى قيمة الاتفاق من خلال خاصية بناء أخرى مع رقم الميزات والشخص المفرد والثالث . 
يسمى هذا الترميز المعين مصفوفة قيمة السمة (AVM). 
المصفوفة تحتوي على عمودين ، أحدهما لأسماء الميزات والآخر للقيم. وبهذا المعنى ، فإن خاصية البناء هي قائمة بأزواج القيمة الرئيسية. وقد تكون القيمة ذرية أوبنية لميزات  أخرى. هذا يؤدي إلى تدوين آخر لخواص البناء: كاستخدام الأشجار.  في الواقع ، تستخدم بعض الأنظمة (مثل PATR-II ) تعبيرات S لتمثيل هياكل الميزات أو خواص البناء.

## روابط خارجية
- قسم هياكل الميزات في دورة برولوج عبر الإنترنت
- هياكل الميزات في ترميز النص للتبادل ( TEI )